# Susana Castellanos De Zubiría
Susana Castellanos De Zubiría es una escritora y profesora colombiana nacida en Bogotá. Cursó la carrera de Literatura en la Pontificia Universidad Javeriana de Bogotá. Su tesis, "La bruja, verbalización de los poderes de la tierra", recibió mención honórifica, junto con el premio "Otto de Greiff" del Concurso Nacional de Mejores Trabajos de Grado de Pregrado de la Universidad Nacional de Colombia. Posteriormente, obtuvo una especialización en educación de la Universidad del Externado de Colombia y estudios de postgrado sobre religiones afroamericanas en La Habana, Cuba. Con la beca FIUR de la Universidad del Rosario, llevó a cabo la investigación titulada "Los Rostros Ocultos de la Virgen", la cual, a través de documentación fotográfica de carácter artístico, se enfocó en las raíces de religiosidad africanas en el culto a la Virgen de la Caridad del Cobre. 
Actualmente, es profesora en el Centro de Estudios Teológicos y de las Religiones (CETRE Archivado el 8 de marzo de 2017 en Wayback Machine.) de la Universidad del Rosario, docente de humanidades en el Colegio de estudios superiores de administración (CESA) y profesora de Literatura, Mitología e Historia del Arte en el Colegio Nueva Granada. Ha sido acreditada por la organización CollegeBoard como AP Art History Teacher, a través de cursos tomados en el Columbia College de Chicago y en el Art Institute de Chicago en los años 2010, 2012, y 2015. 
Participó como autora invitada al Hay Festival Cartagena 2010. En ese mismo año fue reconocida por la revista Gerente como una de los diez autores más destacados del año, dentro los cien líderes de Colombia 2010.

## Obras
Cuentos
- "Historia pagana en Navidad", 2009, El Espectador.

Libros
- Mujeres perversas de la historia, 2008, Grupo Editorial Norma.
- Diosas, brujas y vampiresas: el miedo visceral del hombre a la mujer, 2009, Grupo Editorial Norma.
- Amores malditos: Pasiones mortales y divinas de la historia, 2010, Grupo Editorial Norma.
- Mitos y leyendas del mundo Tomo I, 2015, Grupo Editorial Norma.
- Mitos y leyendas del mundo Tomo II, 2015, Grupo Editorial Norma.
- De cómo el diablo adquirió sus cuernos, 2020, Editorial Ariel, Grupo Planeta.[3][4]
- Diosas, brujas y vampiresas: manifestaciones del poder femenino (segunda edición), 2022. Editorial Ariel, Grupo Planeta.[5][6]

Podcast
- "Relatos de Sherezade", 2023